# Керр, Дуэйн
Дуэйн Ориел Керр (англ. Duwayne Oriel Kerr; 16 января 1987, Барнт-Саванна, Сент-Элизабет) — ямайский футболист, вратарь.

## Карьера

### В клубах
Дуэйн начинал свою карьеру в большом футболе в клубе «Рено», с которым стал третьим в чемпионате Ямайки 2006/07. С сезона 2007/08 Керр начал выступать за «Портмор Юнайтед», в первый же год став в его составе чемпионом страны.
В 2011 году Дуэйн переехал в Норвегию, где сначала выступал за «Стрёммен» в Первом дивизионе, а с сезона 2013 года защищал цвета клуба «Сарпсборг 08» в Типпелиге, пока его контракт не истёк в конце сезона 2015 года.
С апреля по август 2016 года защищал цвета исландского «Стьярнана», 30 августа перешёл в клуб Индийской суперлиги «Ченнайин».

### В сборных
На Панамериканских играх 2007 года Керр в составе молодёжной сборной Ямайки дошёл до финала футбольного турнира. В составе основной сборной страны становился обладателем Карибского кубка 2014 года, а также был в заявке на Золотых кубках КОНКАКАФ 2009 и 2011 годов и выходил на поле в матчах Кубка Америки 2015 года против Уругвая (0:1) и Парагвая (0:1), причём результативная ошибка, допущенная им в матче с Парагваем, стала одним из худших ляпов турнира.
Был в заявке сборной на Кубке Америки Столетия 2016 года, но на поле не выходил.

## Достижения
Как игрока национальных сборных Ямайки:
- Золотой кубок КОНКАКАФ:
  - Участник: 2009, 2011
- Кубок Америки:
  - Участник: 2015
- Карибский кубок:
  - Победитель: 2014
  - Участник: 2012

Как игрока «Рено»:
- Чемпионат Ямайки:
  - Третье место: 2006/07

Как игрока «Портмор Юнайтед»:
- Чемпионат Ямайки:
  - Чемпион: 2007/08
  - Второе место: 2008/09

Как игрока «Стьярнана»:
- Чемпионат Исландии:
  - Второе место: 2016